# Бродуей
 Тази статия е за улицата в Ню Йорк.  За улицата в Сан Франциско вижте Бродуей (улица в Сан Франциско).  
„Бродуей“ (на английски: Broadway; от нидерландски: Breede weg – „широк път“) е широко авеню в град Ню Йорк, САЩ и край града.
Заради многото важни театрални центрове по него „Бродуей“ е станал нарицателен за американския театрален живот.
Авенюто е най-старата пътна артерия с направление север-юг в Ню Йорк, още от времето на холандското му заселване. Преминава през районите Манхатън и Бронкс в град Ню Йорк и продължава извън него в окръг Уестчестър.